# Fille d'amour
Fille d'amour est un film italien de 1953 réalisé par Vittorio Cottafavi.

## Synopsis
Milan, en 1953. Carlo Rivelli, un fringant ingénieur désargenté de Biella, rencontre dans une boîte de nuit une sublime courtisane, Margherita surnommée "Rita". Le coup de foudre en eux est immédiat malgré leur classe sociale différente. Le père de Carlo est industriel alors qu'elle ne fréquente que des riches. Margherita quitte son « protecteur », un riche banquier, pour vivre avec Carlo. Ivre de colère, son protecteur coupe les vivres au paternel de son rival. Un temps, Margherita mène une vie de débauche pour subvenir aux besoins de leur couple. Mais, finalement, elle quitte Carlo pour revenir vers l'odieux maître-chanteur.
Des années plus tard, Carlo, désormais marié à une autre femme, se rend au chevet de Margherita qui a fini dans la misère et qui meurt d'une tuberculose.

## Fiche technique
Sauf indication contraire, les informations mentionnées dans cette section peuvent être confirmées par les bases de données cinématographiques  présentes dans la section « Liens externes ».
- Titre original : Traviata '53
- Titre français : Fille d'amour
- Réalisation : Vittorio Cottafavi
- Scénario : Federico Zardi, Tullio Pinelli, Vittorio Cottafavi et Siro Angeli, d'après La Dame aux camélias d'Alexandre Dumas
- Musique : Giovanni Fusco
- Photographie : Arturo Gallea
- Pays de production :  Italie
- Durée : 89 minutes
- Dates de sortie : 
  - Italie : 7 octobre 1953
  - France : 15 novembre 1953
- Classification :
  - France : interdit aux moins de 16 ans lors de sa sortie en salles

## Distribution
Sauf indication contraire, les informations mentionnées dans cette section peuvent être confirmées par les bases de données cinématographiques  présentes dans la section « Liens externes ».
- Barbara Laage : Margherita / Rita
- Armando Francioli : Carlo Rivelli
- Eduardo De Filippo : Ceriani
- Gabrielle Dorziat : Zoe
- Marcello Giorda : Ingénieur Rivelli
- Carlo Hintermann : Gianpaolo
- Gianna Baragli : la femme de Carlo Rivelli
- Luigi Tosi : le médecin
- Adolfo Geri : Donati

## Référence au film
Il est fait référence à Fille d'amour dans le film Les Sièges de l'Alcazar : on y voit des extraits du film et le personnage principal en parle de manière positive.

## Édition
Le film est édité en DVD en 2011 par le distributeur René Chateau.